# Царь-колокол
Царь-ко́локол — памятник русского колокололитейного искусства XVIII века. Высота с перемычкой составляет 6,24 м, диаметр — 6,6 м; масса 202 тонны. По назначению никогда не использовался. Колокол отлили по приказу императрицы Анны Иоанновны в 1730 году в память потомкам о её царствовании. В 1737 году во время Троицкого пожара был повреждён и пролежал в земле около века. В первой половине XIX века его подняли и установили на постаменте в Московском Кремле возле колокольни Ивана Великого.

## История

### Предшественники
У известного в наше время «Царь-колокола» было несколько предшественников. Первый, Годуновский колокол, отлили в 1599 году. Он находился на Ивановской площади Кремля. Колокол удивлял размерами и красотой как местных жителей, так и путешественников из других стран — он весил 33,6 тонны. Колокол прослужил почти 50 лет, но раскололся из-за сильного пожара в Москве
В 1651-м заговорили об отливке колокола весом в 130 тонн. Царь Алексей Михайлович хотел поручить работу Гансу Фальку, но Фальк запросил для выполнения пять лет и не захотел использовать медь из разбившегося колокола. Московские мастера — Данила Матвеев, его сын Емельян Матвеев, помощники Кирилл Самойлов, Василий Борисов и Семён Симонов — были готовы выполнить аналогичную работу за год и с использованием старой меди. Колокол отлили в 1654 году, использовав в том числе металл предыдущего, и в декабре того же года он уже звонил с колокольни, его звук распространялся на расстояние до 7,5 километров. Этот колокол вскоре раскололся от сильного удара языком, и в 1655-м его перезаливкой занялся Александр Григорьев. Мастер работал над колоколом десять месяцев, с февраля по декабрь. В 1661 году колокол упал на землю, но остался целым, и в 1674-м его снова повесили. Второй колокол практически повторил судьбу первого — разбился в 1701-м из-за пожара, прослужив почти 50 лет.

### Создание колокола
В 1730 году (указ от 26.7, по новому стилю от 06.8) императрица Анна Иоанновна пожелала оставить память о царствовании и приказала заново отлить разбитый колокол Григорьева.
Указ от 26 июля 1730 года гласил:
Понеже в прошлых годах Указом блаженные памяти деда нашего Великого Государя Царя и Великого Князя Алексея Михайловича состроен к Успенскому собору большой Колокол, в котором весу восемь тысяч пуд и оный Колокол от пожару повредился, того ради мы, ревнуя изволению предков наших, указали тот Колокол перелить вновь с пополнением, чтоб в нём в отделке было десять тысяч пуд, а на литье того Колокола медь брать из Берг-Коллегии и из Монетной Конторы, где приличная к тому явится, а олово взять из Артиллерии, а припасы всякие покупать и работников нанимать настоящею ценою; что же к оному всему отправлению и к подъёму того Колокола надлежит денежной казны, которая ныне имеется на лицо за расходы Преображенского Приказу; а тому отправлению быть в Артиллерии, и приказать, дабы оное происходило со всяким прилежным рачением вскорости и припасы покупаны б были заблаговременно.Указ от 26 июля 1730 года.»
На этот раз вес нового колокола должен был составить 200 тонн. Поначалу специалистов для выполнения задачи искали за границей. Француз Жермен, королевский механик, «королевский золотых дел мастер и член Академии Наук», получил щедрое предложение, но решил, что это шутка, и от выполнения задачи отказался. За дело взялись Иван Фёдорович Моторин и его сын Михаил Иванович.
Об Иване Моторине известно немного. Дата рождения не выяснена. В 1686 году он получил в наследство от отца, Фёдора Дмитриевича Моторина, литейный завод на Сретенке, стал его владельцем и вместе с братом Дмитрием продолжил колокололитейное дело. Сохранились сведения о 12 колоколах работы Ивана Моторина, из них ещё два находятся в Кремле: Великопостный (1704 года изготовления) и Набатный (1714-го).
Колокол планировали отлить по чертежам из Артиллерийской конторы. Сперва Моторин изготовил небольшую модель и отправил её с чертежами и сметой на согласование в Петербург. Обсуждение проекта и подготовка к реализации заняли два года. В ноябре 1732-го на запрос из Сената о ходе работ Моторин «ответил, что болванки сделают с 29 июня за два с половиной месяца, с 15 сентября начнётся изготовление кожуха, и форма будет готова к литью к 13 декабря». Работа над колоколом началась в январе 1733 года. Из-за огромных размеров Царь-колокол решили сразу изготовить в Кремле. На Ивановской площади вырыли яму десять метров глубиной, а пространство между формой колокола и стенами литейной ямы засыпали землёй и утрамбовали, чтобы кожух выдержал давление расплавленного металла. Вокруг литейной ямы сложили четыре литейных печи и установили устройство для подъёма кожуха. Каждая печь вмещала до 50 тонн металла, из печи он поступал в литейную чашу формы по специальным кирпичным желобкам. Поскольку металла от прежнего колокола было недостаточно, Моторин запросил дополнительно 5 тонн олова и 16 тонн меди.
26 ноября 1734 года разрешения были получены, в Успенском соборе провели торжественную службу и получили церковное благословение, после чего начали плавку металла. На работах непосредственно в Кремле были заняты 83 работника, а в общей сложности над колоколом работали почти 200 человек.
В работе сразу начались трудности. В печах уже было 94 тонны меди, позже добавили ещё 21 тонну. 28 ноября в печи загрузили олово и медь весом в 33 тонны. А через 43 часа работы печей обнаружили, что в двух из них подняло поды (горизонтальная нижняя поверхность в печной топке), и медь ушла. Ремонт печей «на ходу» едва не привёл к пожару и последующей остановке работы. Мастера решили расплавить оставшийся металл в двух печах и добавить 106,5 тонн олова и меди. Для этого с пушечного двора привезли 600 колоколов весом в 27 тонн, 68 тонн пушечной меди и 11 тонн олова. 29 ноября ситуация с печами ухудшилась. Чтобы не допустить утечки меди, расплавленный металл выпустили в запасные печуры и приступили к ремонту печей. Одновременно с этим обнаружилось, что горит машина для подъёма кожуха формы колокола. Быстро потушить огонь не удалось, из-за этого пострадала колокольная форма. Её пришлось разобрать, чтобы проверить состояние и исправить поломки. На следующий день Иван Моторин дал письменное объяснение случившемуся.
Иван Моторин умер менее чем через год со старта работ — 19 августа 1735 года, и работа полностью перешла к его сыну Михаилу. При Михаиле остались литейщики — крепостной его отца Гаврила Лукьянов «сын Смирной» и посадский Огородной слободы Андрей Фёдоров «сын Моляров». О нарастающем темпе работ свидетельствуют отчёты: с 6 по 12 октября в работе было занято 57 человек, на следующей неделе — 85, затем — 114, а с 27 октября по 2 ноября — 166.
К началу новой отливки с учётом противопожарных мероприятий в работе приняли участие ещё 400 человек. 23 ноября 1735 года снова зажгли печи, и через 36 часов плавки выпустили медь в колокольную форму. Литьё шло 46 минут, каждую минуту поступало по 7 тонн металла. Отливку завершили через два дня. Высота колокола составила 6,24 м, диаметр 6,6 м, вес — около 200 тонн. Когда металл остыл, началась работа по нанесению декоративных украшений и надписей. Достать из литейной ямы огромный колокол тогда не смогли.
За отливку Царь-колокола в 1736 году Михаил Моторин получил вознаграждение 1000 рублей и ранг цехмейстера литейных дел.
На поверхности колокола мастера нанесли барельефы с изображениями царя Алексея Михайловича и императрицы Анны Иоанновны. Также есть изображения Иисуса Христа с Девой Марией, апостола Петра и пророка Иоанна Предтечи. Гравёром, ответственным за декор, был мастер Фёдор Медведев.

### Повреждения
9 июня (по новому стилю) 1737 года в Москве произошёл Троицкий пожар, считавшийся великим до пожара 1812-го. По общепринятой версии, во время этого пожара загорелась деревянная постройка над ямой с колоколом, в неё начали падать горящие брёвна. Во время спасения колокол упал с особых мостков, стоивших тогда 62 тысячи рублей, дал 10 продольных сквозных трещин, и от него откололся кусок весом 11 с половиной тонн.
Версии появления осколка
- Когда начался Троицкий пожар, чеканные работы подходили к концу. Колокол заливали водой, чтобы он не расплавился, но неравномерное и быстрое охлаждение привело к образованию десятка трещин и осколка[2].
- Осколок мог появиться после падения колокола при подъёме[2].
- Колокол мог треснуть из-за технологических ошибок при отливке, которые списали на пожар[2].
- Колокол был повешен и упал во время пожара[1].

Современные исследования подвергают сомнению тот факт, что колокол из пластичной колокольной бронзы раскололся во время пожара, и предполагают появление трещин из-за нарушений в технологии. В пользу версии говорит также тот факт, что колокол после пожара стоял на решётке — он не смог бы упасть так точно в то же место, которое занял после отлива. По этой же причине большинство исследователей считают, что колокол не вынимали из ямы — его неоднократно и безуспешно пытались поднять после пожара.
Расколовшийся колокол оставался в земле почти сто лет, так как считался неподъёмным. В 1792 и 1819 годах предпринимались неудачные попытки поднять колокол, а в 1821 году яму расчистили и обнесли лестницами и перилами. Для желающих посмотреть организовали экскурсии. Существовали проекты подъёма колокола и его восстановления при помощи пайки. Проекты отвергались из-за высокой стоимости и опасения, что припаять 11,5-тонный кусок с гарантией сохранения нормального звука невозможно. Поэтому колокол сохранился в том виде, в каком его извлекли из ямы в 1836 году.

### Подъём
Проект подъёма и установки колокола на постаменте разработал архитектор Иван Мироновский в 1827—1831 годах. Осуществить проект поручили французскому инженеру Огюсту Монферрану. На подготовительные работы ушло полгода. Первый подъём завершился неудачно: из-за тяжести колокола в разное время лопнули четыре каната и сломался один из блоков. Работникам пришлось подложить под колокол бревна и вернуть его на прежнее место. Для второй попытки заказали новые канаты, число во́ротов увеличили до 20. 23 июля 1836 года начался второй подъём колокола, он продолжался 42 минуты 33 секунды. Когда колокол подняли, яму накрыли помостом из брёвен, поставили полозья на катках и опустили на них колокол. За три дня колокол передвинули и 26 июля (по старому стилю) установили на постамент рядом с колокольней Ивана Великого, где он и находится в настоящее время. С этого времени колокол вошёл в число главных русских достопримечательностей. Колокол поставили на отделанный белым камнем постамент (по проекту того же Монферрана), внутри — красный кирпич. На постаменте была закреплена памятная доска с текстом: «Колокол сей вылит в 1733 году повелением ГОСУДАРЫНИ ИМПЕРАТРИЦЫ Анны Иоанновны. Пребыл в земле сто и три года и волею благочестивейшего ГОСУДАРЯ ИМПЕРАТОРА Николая I поставлен лета 1836 августа в 4 день». Монферран увенчал колокол державой — символом царской власти, благодаря этой державе колокол получил своё прозвание «Царь-колокол». Не следует также забывать и о его огромных размерах.
Осенью 1979 года Царь-колокол был реставрирован — его очистили от поздних лакокрасочных покрытий, благодаря чему стало возможным изучение рельефных украшений.
Современные технологии позволяют изготовить колокол бо́льших размеров. Но при ударе в такой колокол большая часть волн окажется в инфразвуковом спектре, который способен вызывать беспокойство и даже панику у людей и животных. Исследования показывают, что оптимальный вес для тяжёлых колоколов — 32 тонны.

## Химический состав
Согласно анализу лаборатории минного корпуса, в сплаве Царь-колокола содержится 84,51 % меди, 13,21 % олова, 1,25 % серы, позднее выявили ещё 0,036 % золота, что соответствует 72 килограммам, и 0,26 % серебра, что соответствует 525 килограммам.

## Диагностика колокола
В середине 1980-х годов была замечена некоторая деформация постамента, вследствие чего появились опасения о возможном росте трещин в колоколе. По просьбе Министра культуры СССР и в соответствии с указанием Министра обороны СССР Военной академии имени Ф. Э. Дзержинского (ныне Военная академия РВСН имени Петра Великого) было поручено в 1986 году провести комплекс работ по реставрации и обеспечению сохранности Царь-колокола. Реальное состояние его трещин оценивалось с помощью метода акустической эмиссии (АЭ). Для проведения АЭ диагностики колокола были привлечены сотрудники НИИ механики и прикладной математики Ростовского госуниверситета (НИИМ и ПМ РГУ) под руководством заведующего лабораторией АЭ, к.ф.-м.н. С. И. Буйло. От Академии имени Ф. Э. Дзержинского эти работы обеспечивал полковник, к.т.н. А. И. Гневко. Диагностика Царь-колокола осуществлялась в два этапа с помощью привезенного из Ростова-на-Дону аппаратурного АЭ комплекса собственной разработки.
На первом этапе исследовались параметры и особенности АЭ излучения материала колокола. Эта часть работ проводилась на территории Академии имени Ф. Э. Дзержинского при испытаниях специально изготовленных крупногабаритных (толщиной более 10 см и массой порядка 100 кг) образцов из бронзового сплава, идентичного материалу колокола. На втором — уже на территории Кремля выполнялись работы по акустической калибровке и диагностике самого Царь-колокола. Работа на колоколе заключалась, если обходиться без научных терминов, как бы в его «прослушивании» на наличие ультразвукового излучения растущих трещин. Было установлено, что состояние Царь-колокола на момент диагностики удовлетворительное, и в ближайшее время катастрофическое разрушение ему не грозит.
Для дальнейшего мониторинга состояния трещин колокола ростовчанам было предложено сделать многоканальную АЭ диагностическую систему с установкой отдельного датчика у вершины каждой из крупных трещин. Однако для постоянной установки приёмных датчиков АЭ на колокол потребовалось согласовать много разных вопросов. Например, надо было доказать, что постоянно работающая система, прослушивающая колокол, будет не в состоянии прослушивать ещё что-нибудь «неположенное» вокруг и так далее. Обсуждение и согласование этих вопросов затянулось. Вскоре наступила Перестройка, и всем стало не до колокола.
Судя по некоторым внешним признакам, небольшая деформация колокола всё-таки продолжается. Настораживает также и «традиция» заталкивания в трещины колокола металлических монет. И если раньше мелкие монеты имели близкий материалу колокола состав, то нынешние — изготовлены совсем из других металлов, что при наличии влаги может вызывать заметную электрохимическую коррозию материала внутри трещин. Для надежной оценки состояния Царь-колокола в будущем необходимо периодическое проведение процедуры диагностики возможного роста имеющихся в его стенках трещин методами неразрушающего контроля.

## Аналоги
Самый большой колокол Троице-Сергиевой лавры также называли «Царь». Колокол изготовили в 1748 году (его вес был 64 тонны), в 1930-м он был уничтожен, заново отлит на Балтийском заводе в Санкт-Петербурге в ноябре-декабре 2003 года (вес нового Лаврского «Царь-колокола» составляет 72 тонны). На сегодня является самым большим действующим колоколом в России.

## Воссоздание звучания
Весной 2016 года команда учёных из Калифорнийского университета в Беркли, Стэнфодского университета и Университета Мичигана воспроизвела как мог бы звучать Царь-колокол, если бы не был повреждён. Для этого учёные создали математическую модель и с помощью метода конечных элементов и других видов моделирования вычислили, как деформируется объект из определённого материала под определённым воздействием и какой звук сопровождает эту деформацию. Сначала учёные воспроизвели звуки действующих колоколов и сравнили с реальными, а потом продемонстрировали, как звучал бы Царь-колокол.

## Колокол в культуре
В августе 1919-го командование ВСЮР выпустило собственную валюту, на купюрах достоинством в 1000 рублей было изображение Царь-колокола. Из-за этого деньги прозвали «колокольчиками».